# Maurice Guibert

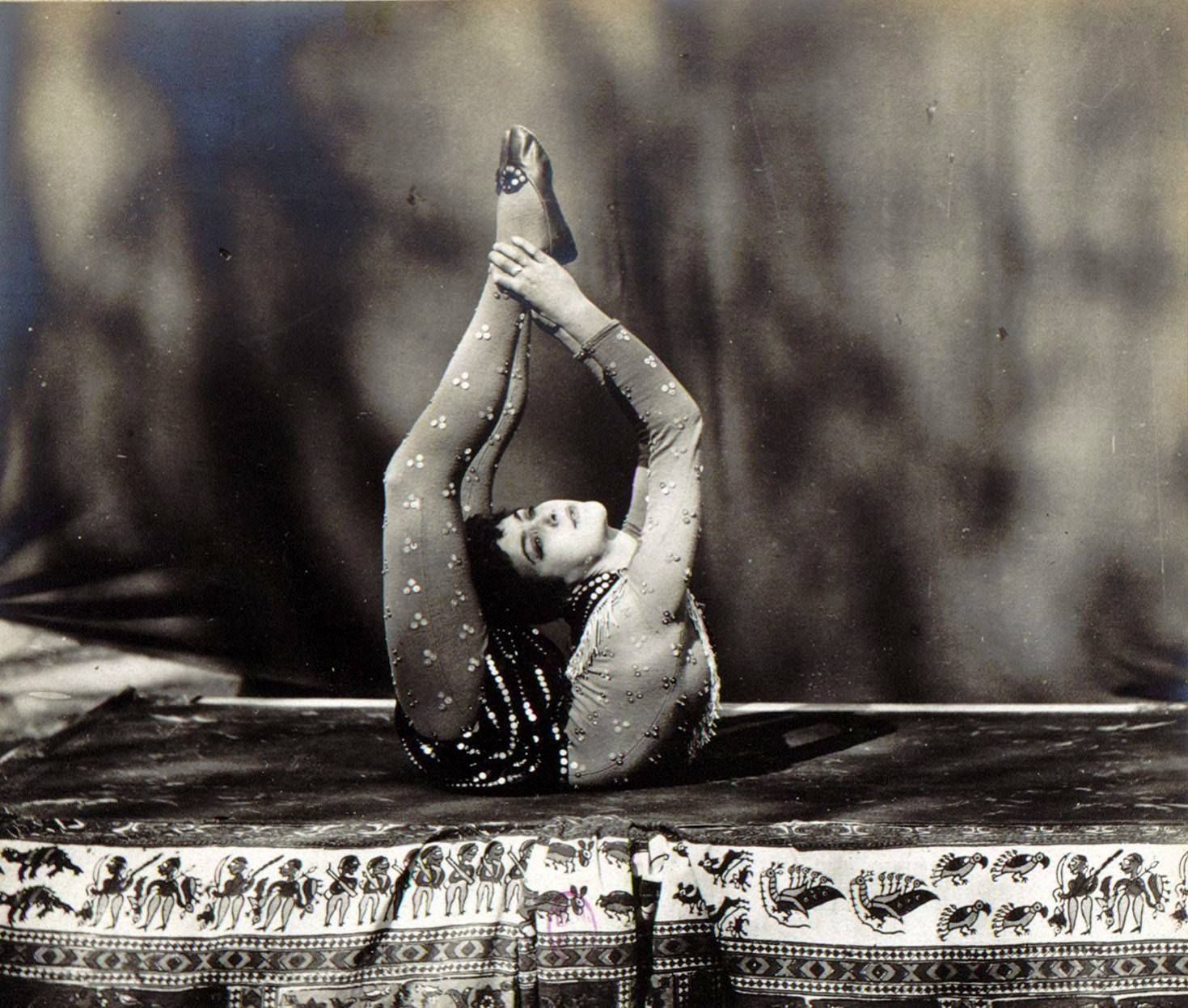
Maurice Guibert: Umělkyně Cha-U-Kao, 1890

Maurice Guibert (12. srpna 1856 – 13. ledna 1922) byl francouzský amatérský fotograf nejznámější díky přátelství s malířem Henrim de Toulouse-Lautrecem.

## Životopis
Narodil se 12. srpna 1856 v Passy (Seine)
Guibert byl bohatý rentiér, se svým otcem Prosperem Guibertem, vlastnili polovinu sousedství 16 pařížského obvodu, díky čemuž měl dostatečný a pohodlný příjem.
Do roku 1894 byl zástupcem šampaňské společnosti Moët et Chandon, což ho často přivádělo do nápojových podniků a míst požitků. V roce 1887 se tak seznámil s mladým Henrim de Toulouse-Lautrecem, tehdy 23letým. Poněkud malý, s kulovitým pohledem, jeho vliv na jeho mladého přítele byl považován za škodlivý, protože ho brával do elegantních barů nebo luxusních nevěstinců. Velkorysý, nadšený, plný humoru, rád žertoval a dělal vtipy, které inscenoval a nechal se přitom fotografovat.
Byl vynikající amatérský fotograf, člen Francouzské fotografické společnosti a pořizoval fotografické reportáže z různých regionů Francie a severní Afriky, například fotografie ze Světové výstavy z roku 1889, zobrazující stavbu Eiffelovy věže. Několik jeho alb darovala vdova po jeho mladém nevlastním bratrovi Paulu Guibertovi po jeho smrti Kabinetu tisků Národní knihovny Francie.
Známý je fotografický portrét Toulouse-Lautreca, který vedl k obrazu Lautreca À la mie (1891). Fotograf Paul Sescau nejdříve pořídil fotografii, na které je modelka s Mauricem Guibertem a podle které pak Henri de Toulouse-Lautrec namaloval obraz À la mie (1891). Guibertův portrét je zachycen na Lautrecově obrazu V Moulin Rouge. Ve středu obrazu je skupina tří mužů a dvou žen sedících u stolu. Zleva doprava to jsou Édouard Dujardin, tanečnice La Macarona, neznámá žena obrácená zády, fotograf Paul Secau a fotograf Maurice Guibert.

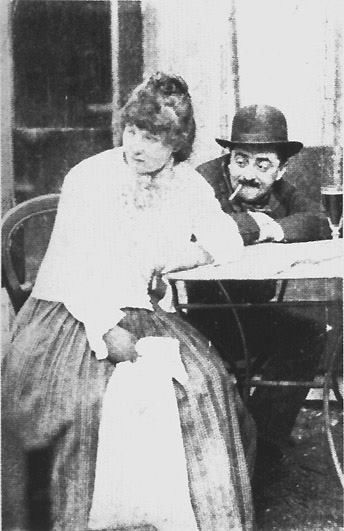
fotografie Paula Sescaua (modelka s Mauricem Guibertem), 1891
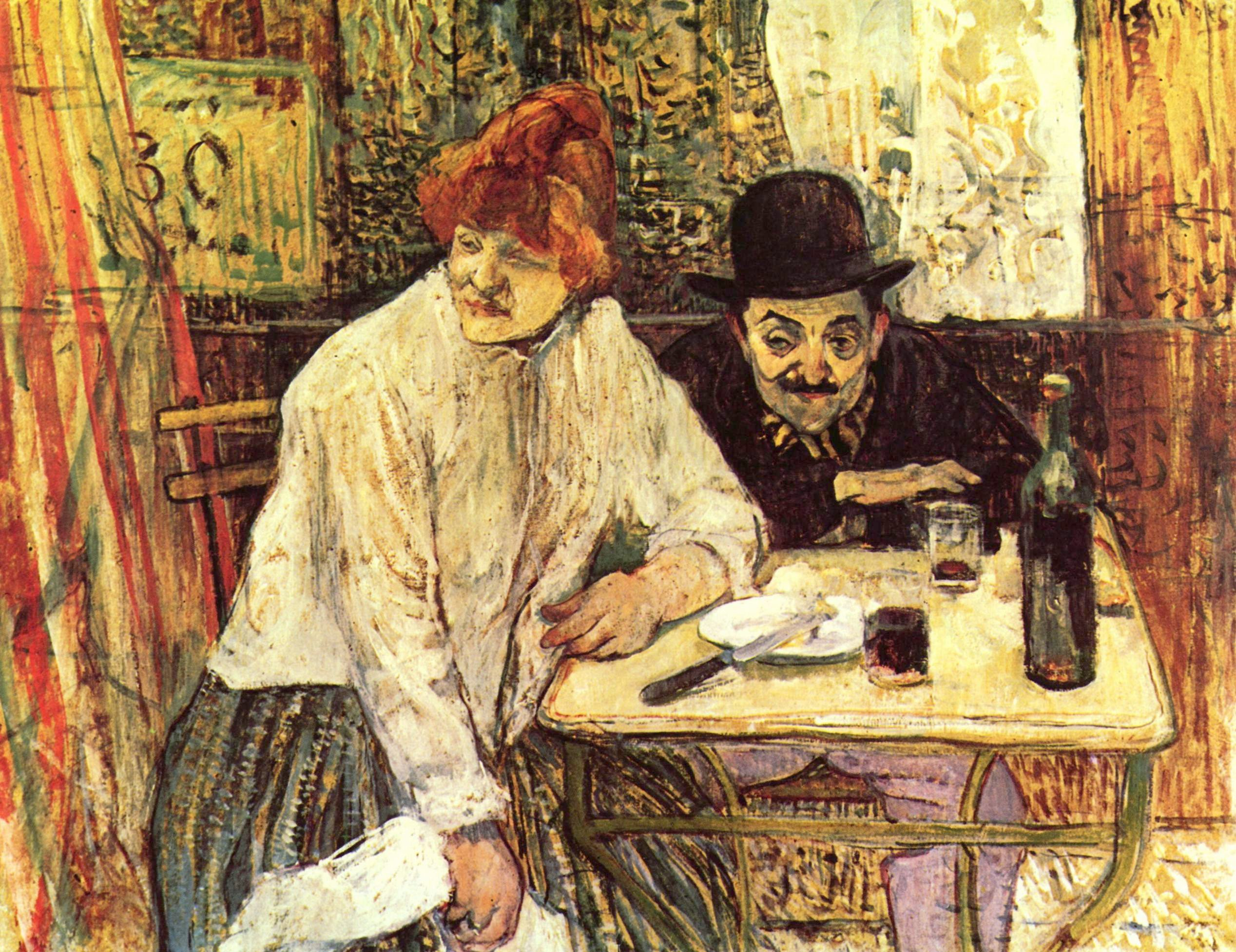
Henri de Toulouse-Lautrec, À la mie (1891), Museum of Fine Arts, Boston.
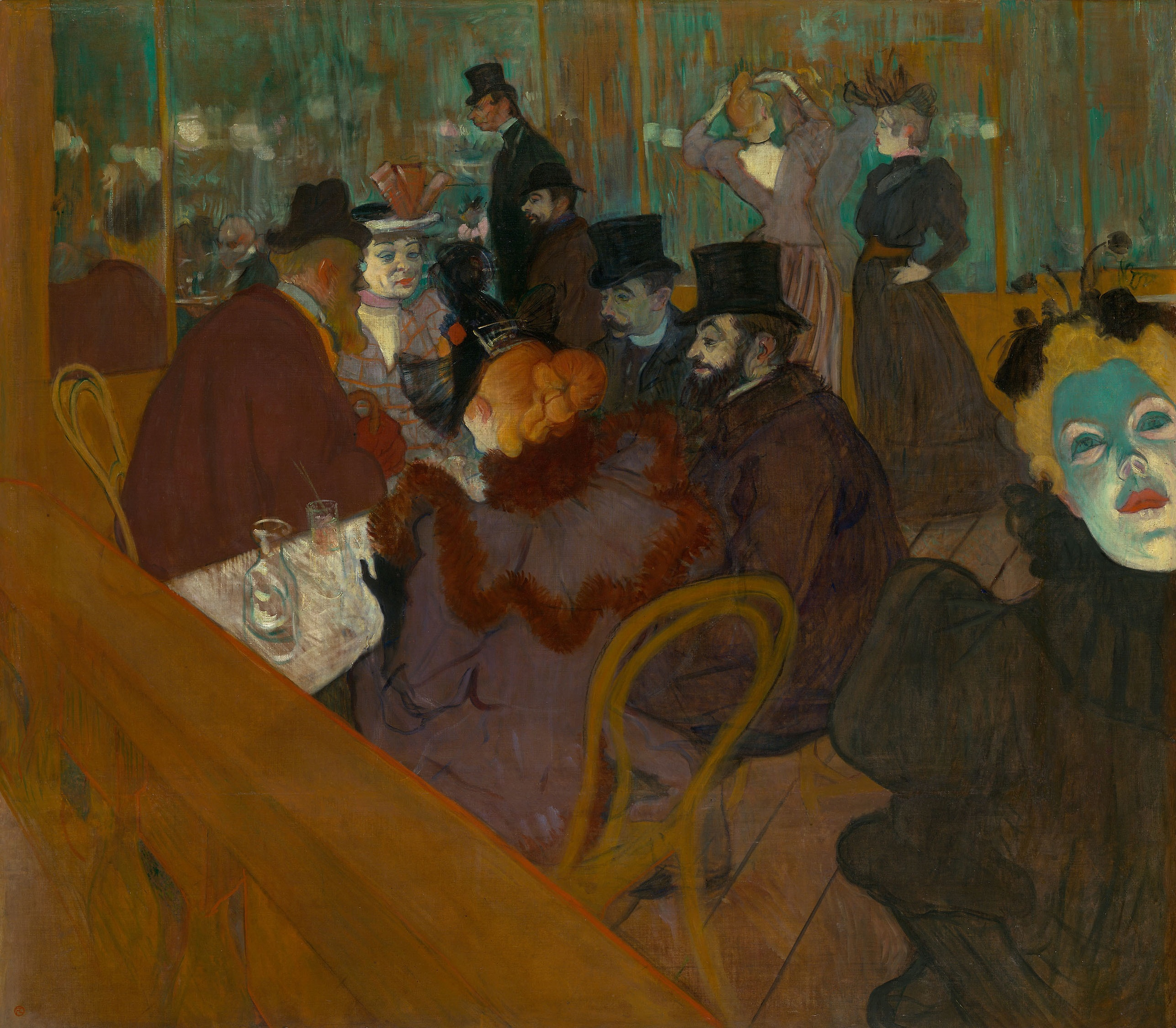
V Moulin Rouge, fotograf Maurice Guibert je sedící vousatý muž s cylindrem vpravo

V roce 1890 následoval Henri de Toulouse-Lautreca do Arcachonu. Často býval jeho společníkem na dovolených a výletech. V Arcachonu fotografoval Guibert malíře v roce 1894 v přestrojení za muezzina, v roce 1896 pak jejich vtipy spočívaly ve speciálních efektech oběšení řidiče Étienna Girauda. V roce 1897 Lautrec Guibert dal podnět ke koupi plachetnic Show-fly a Olifan.
I přes svá mnohá dobývání zůstal většinu svého života známý jako svobodný mládenec a nakonec se 21. října 1913 ve věku 57 let oženil, ale děti neměl. Toulouse-Lautrec žil s ním.
Zemřel 13. ledna 1922 v Paříži ve vile Guibert.

## Galerie
Portréty Henriho de Toulouse-Lautreca

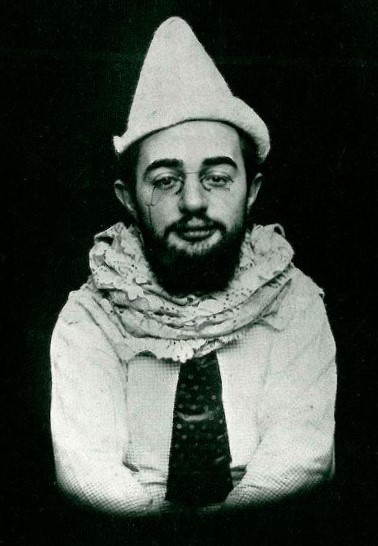
Kolem roku 1887
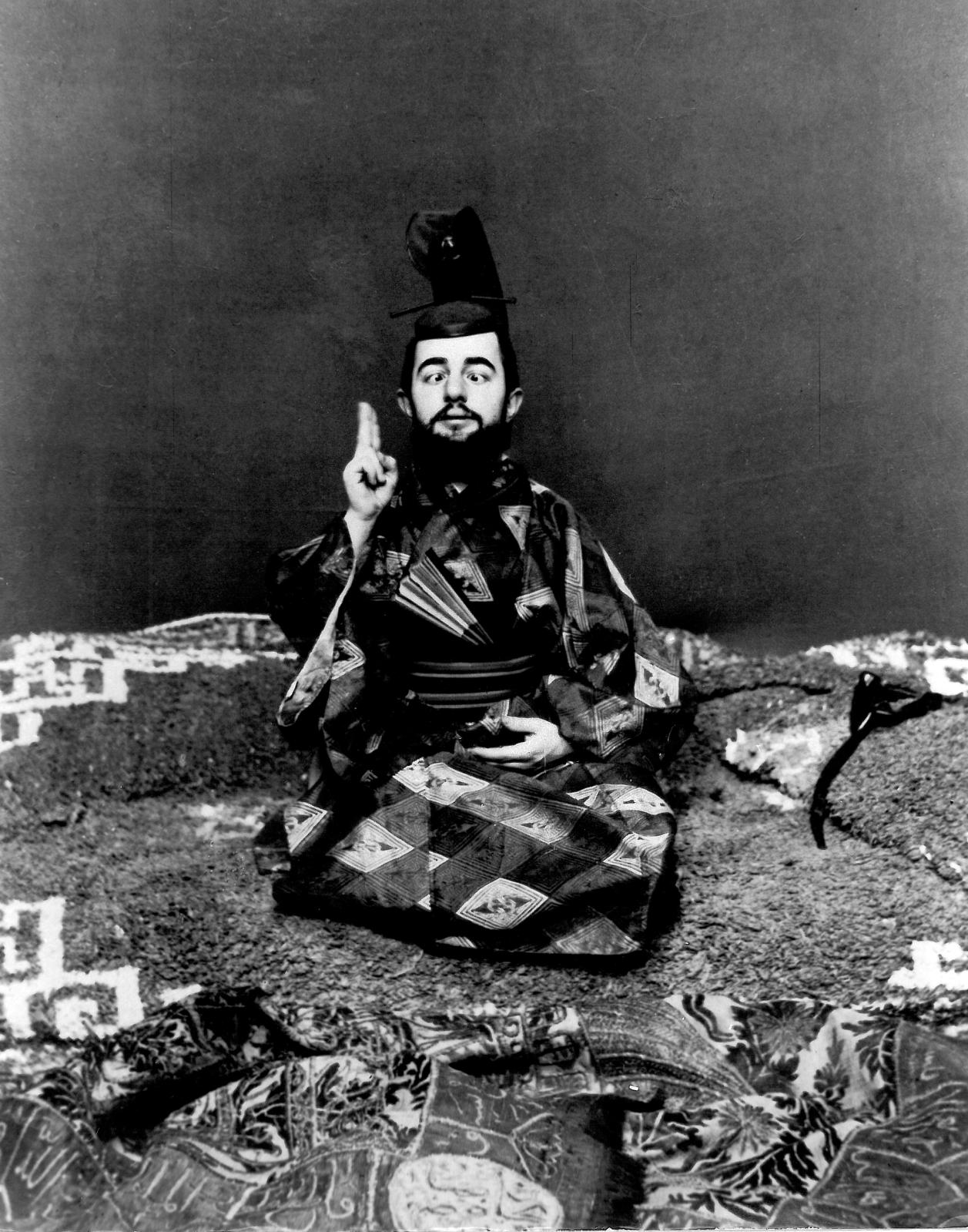
Kolem roku 1887
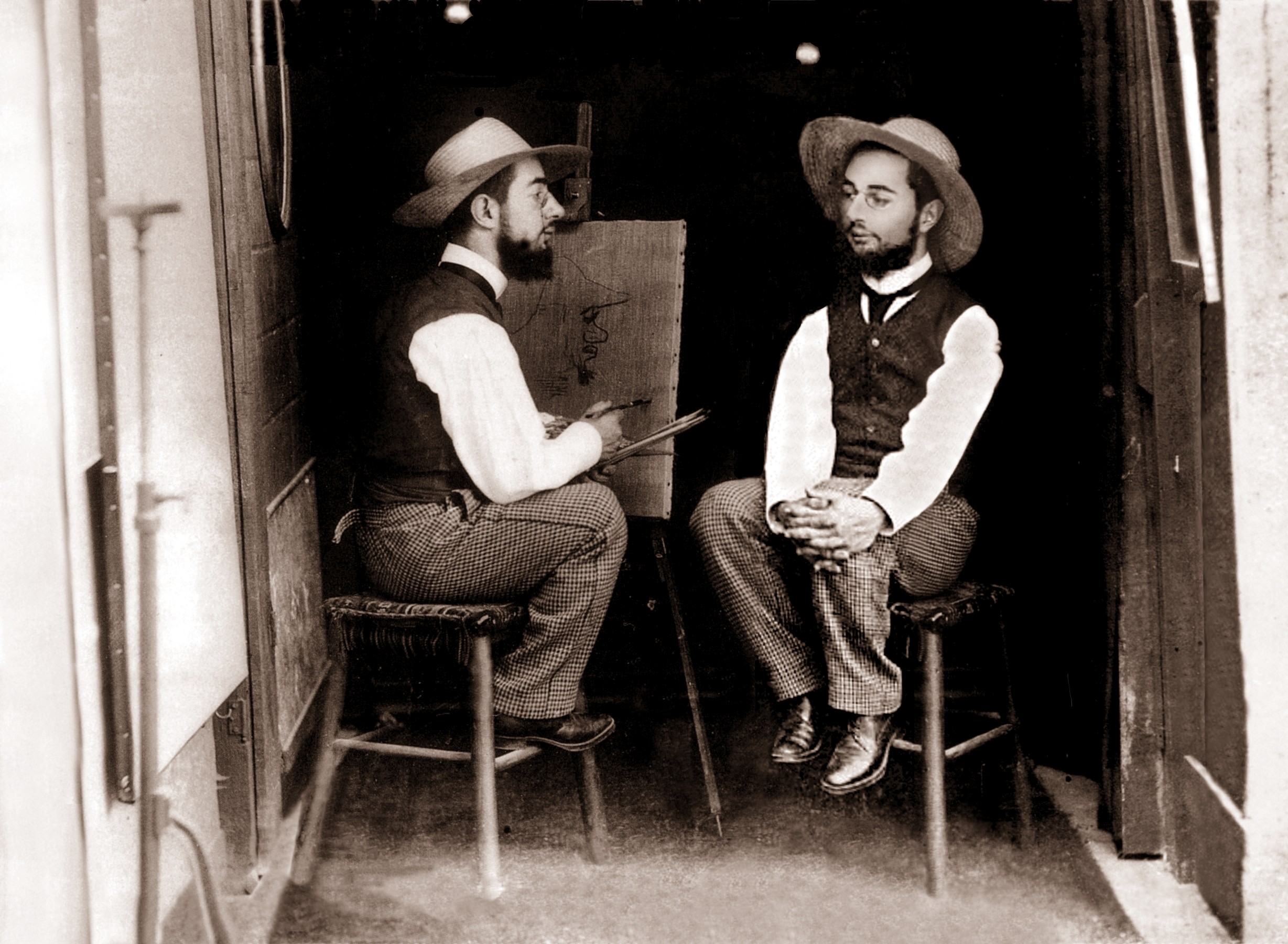
Fotomontáž, asi 1891
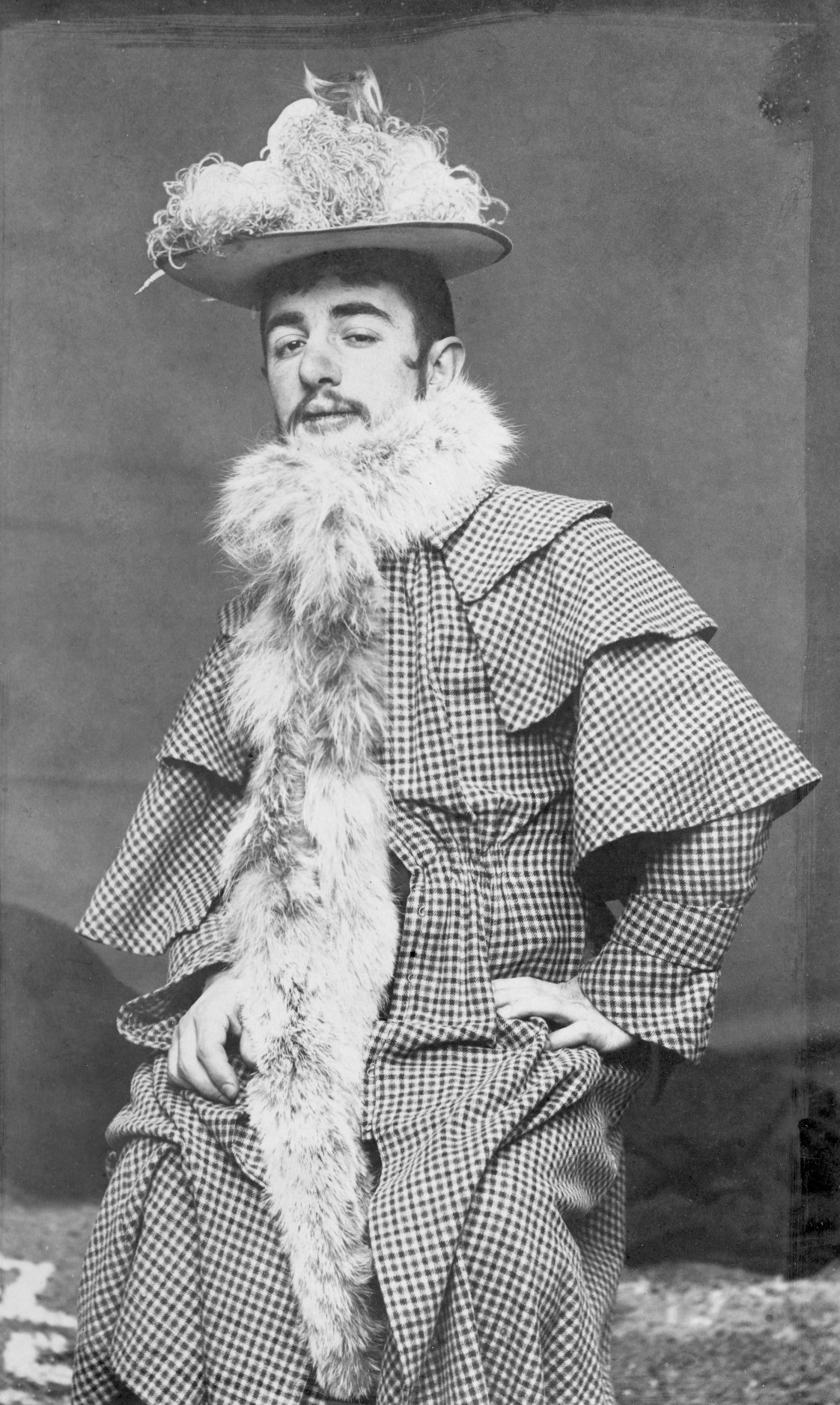
Portrét s hroznýšem, 1892
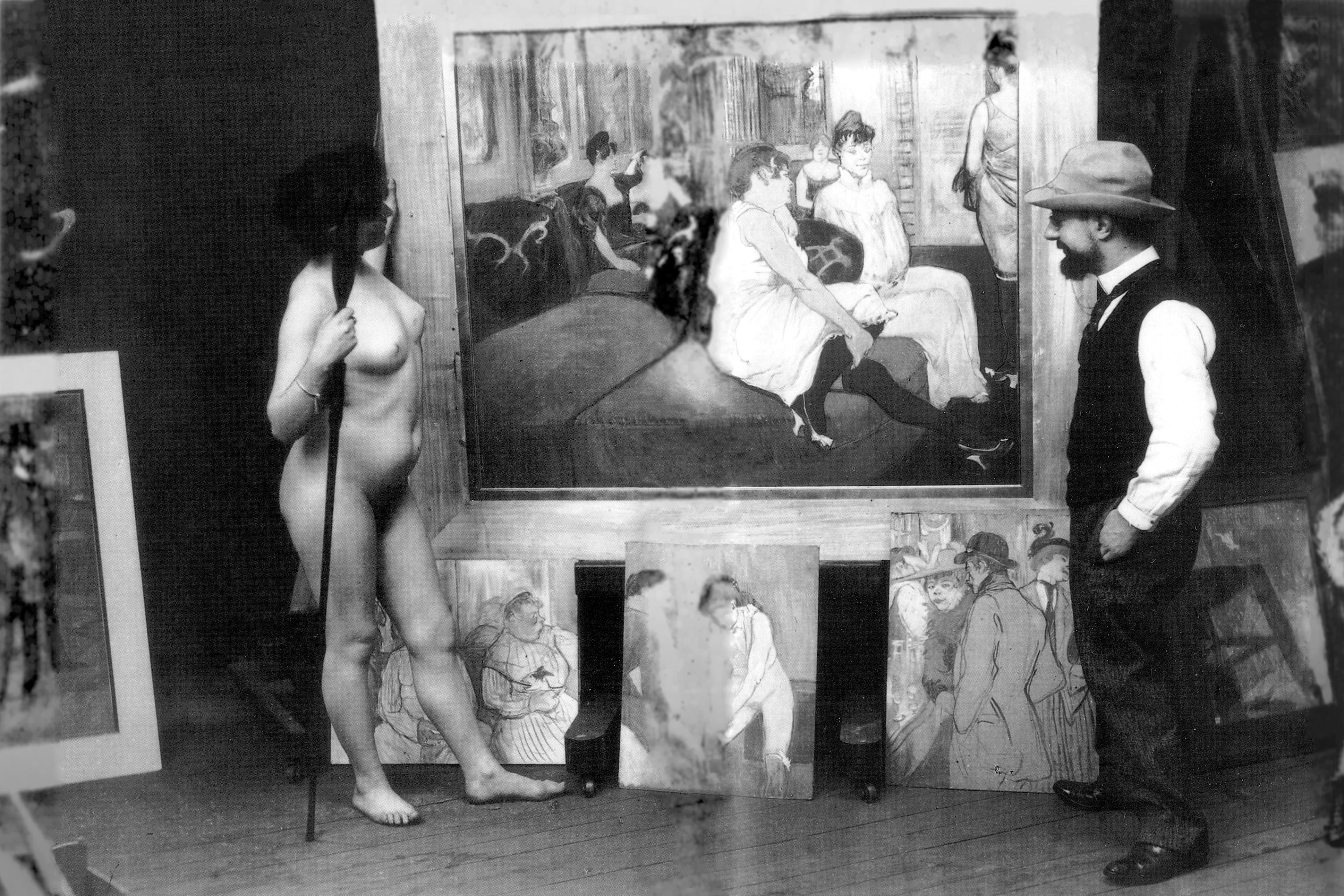
Toulouse-Lautrec ve svém ateliéru, 1895
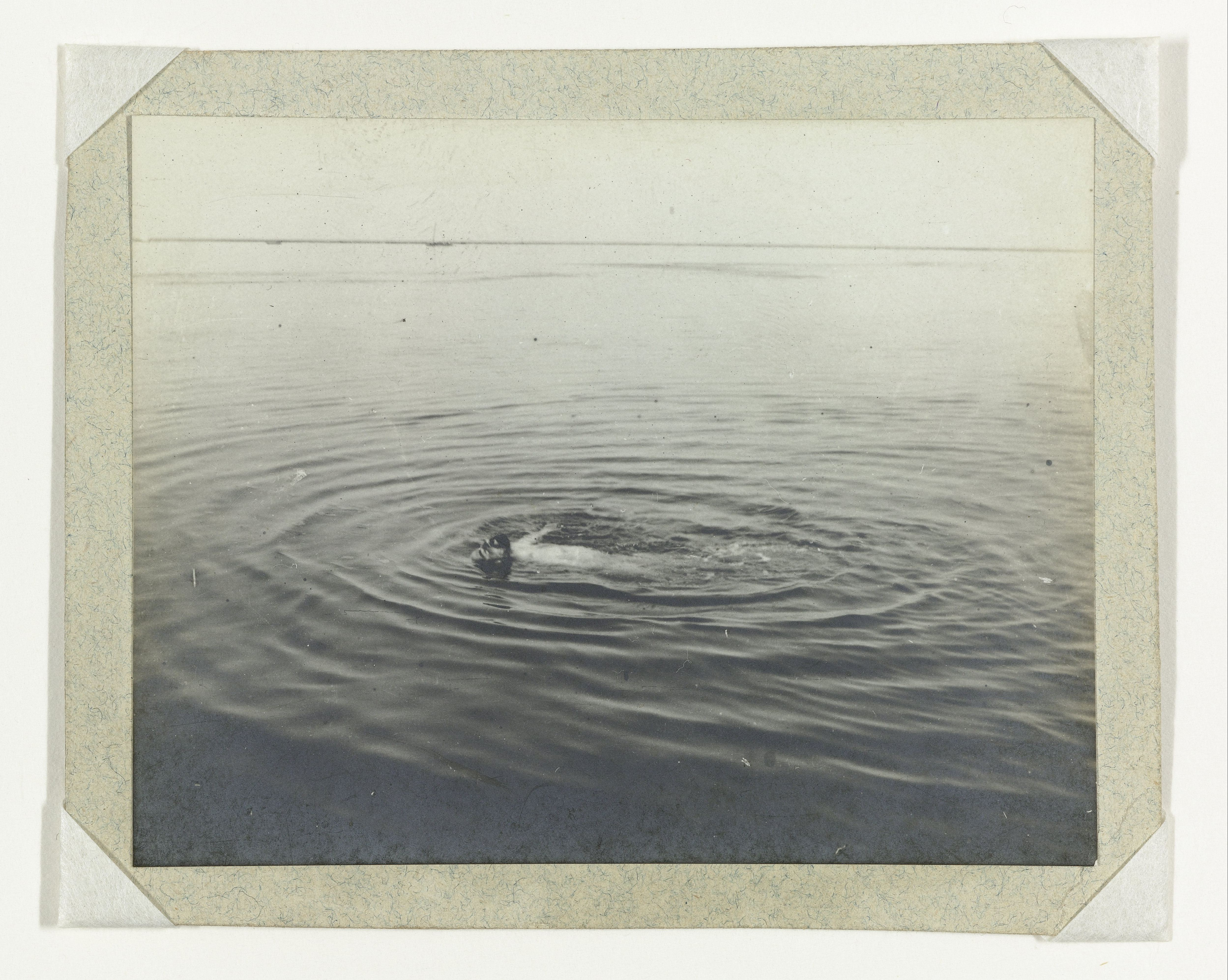
Toulouse-Lautrec během plavání v Arcachonu, 1896

Architektura a portréty

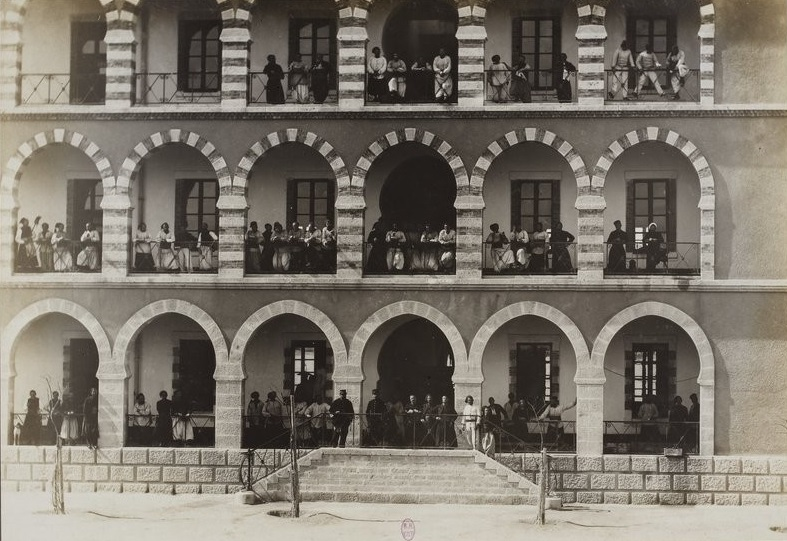
Kasbah de Tunis
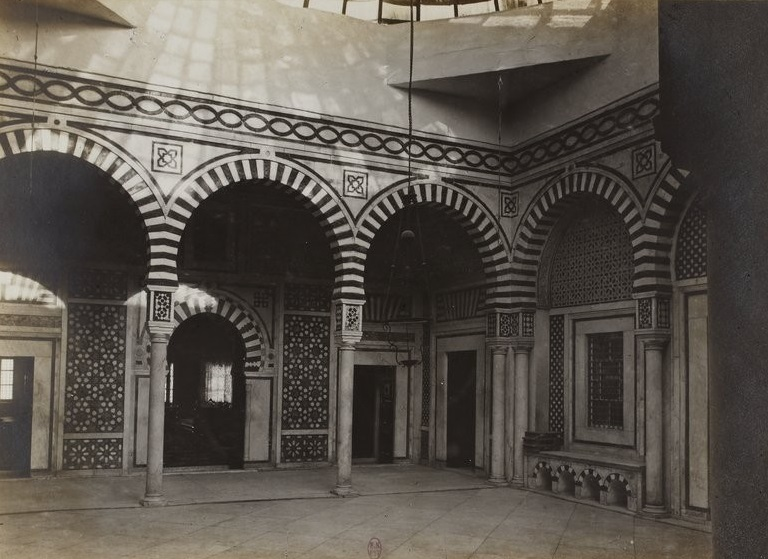
Dar el Bey (Tunis)
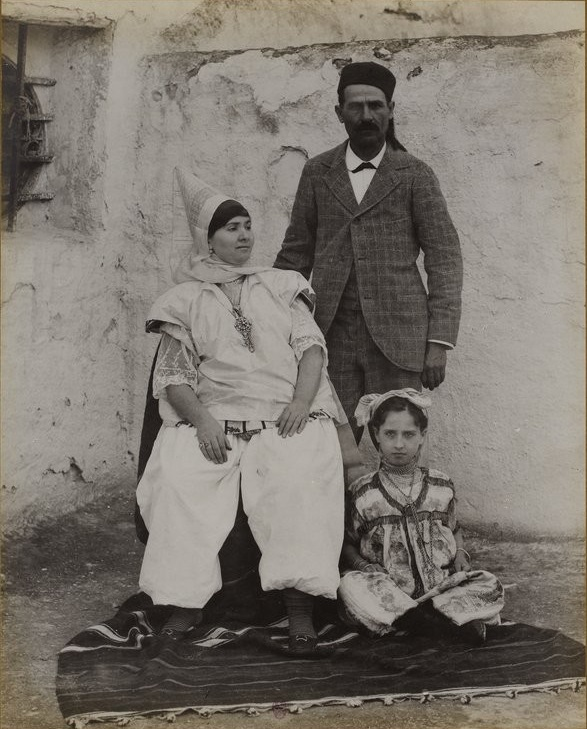
Famille Juive de Tunis
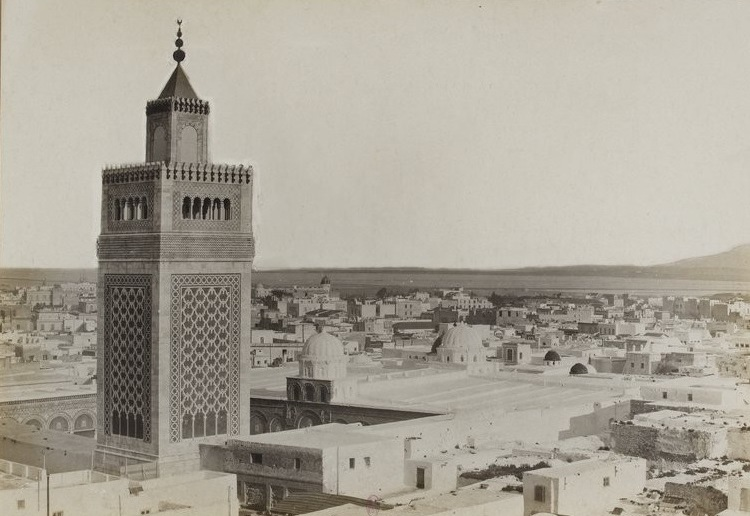
Ancienne vue de Tunis